# Abd Allah bin Bandar Al Sa'ud
Abd Allāh bin Bandar Āl Saʿūd (in arabo عبد الله بن بندر بن عبد العزيز آل سعود‎?; Riad, 7 agosto 1986) è un principe, politico e militare saudita, membro della famiglia reale Āl Saʿūd.

## Biografia
Il principe Abd Allah è nato a Riad il 7 agosto 1986 ed è figlio del principe Bandar bin Abd al-Aziz.
Ha compiuto gli studi primari e secondari a Riad. Nel 2008 si è laureato in management e business administration all'Università Re Sa'ud di Riad.
Ha poi iniziato a lavorare per l'ufficio del principe Mohammad bin Salman quando questi era consigliere speciale per la provincia di Riad. 
Il 25 marzo 2012 l'allora ministro della difesa Salman bin Abd al-Aziz lo ha nominato vicepresidente del centro giovanile a lui intitolato. Nel giugno dello stesso anno è stato trasferito alla corte del nuovo principe ereditario Salman bin Abd al-Aziz. Divenuto sovrano, Salman lo ha chiamato a lavorare alla Corte reale.
Il 22 aprile 2017 re Salman lo ha nominato vice governatore della provincia della Mecca, incarico vacante da più di 17 anni.
Il 27 dicembre 2018 lo stesso sovrano lo ha nominato ministro della Guardia nazionale.
È anche vicepresidente del comitato centrale per l'hajj. Periodicamente partecipa alle riunioni di questo comitato per discutere di tutti i servizi e i piani per i pellegrini interessati e assicurarsi di completare tutte le disposizioni necessarie e di avere tutte le attrezzature disponibili per soddisfare le esigenze delle stagioni dell'Hajj e dell'Umrah, in modo da garantire buone e regolari prestazioni. Questo avviene studiando le stagioni dell'ultimo pellegrinaggio e analizzando i dati al fine di individuare bacini di eventuali carenze e permettere lo sviluppo di piani e misure per affrontarle per evitare il loro ripetersi, secondo un calendario preciso. Obiettivo principale è riuscire a completare i lavori prima della stagione dei pellegrinaggi. Presidente di questo organo è il governatore della provincia, il principe Khalid bin Faysal.
È anche membro della commissione reale della Mecca e dei luoghi santi. Questo organo è stato istituito il 1º giugno 2018 da re Salman e ha il compito di aggiornare i servizi offerti nella città santa di La Mecca e negli altri luoghi sacri.
Fa parte anche del consiglio delle riserve reali che è presieduto dal principe ereditario Mohammad bin Salman.
È anche membro del consiglio di amministrazione della Fondazione Imam Muhammad bin Saud bin Abd al-Aziz, del consiglio di amministrazione del progetto Amalah e del consiglio di amministrazione del Progetto Deisa all'interno del Prince Mohammed bin Salman Park.

## Vita personale
È sposato con Karima, una delle figlie dello sceicco Khalid bin Ibrahim bin Abd al-Aziz Al-Ibrahim.